# Бахмач
Бахмач (укр. Бахмач) град је Украјини у Чернихивској области. Према процени из 2012. у граду је живело 18.780 становника.

## Становништво
Према процени, у граду је 2012. живело 18.780 становника.
| 1979.  | 1989.  | 2001.  | 2012.  |
| ------ | ------ | ------ | ------ |
| 20.617 | 22.824 | 23.417 | 18.780 |